# Строев, Александр Михайлович
Алекса́ндр Миха́йлович Стро́ев (род. 3 сентября 1965, Ленинград, РСФСР, СССР) — российский актёр театра, кино и дубляжа, кинорежиссёр и сценарист. Заслуженный артист Российской Федерации (2005).

## Биография
Родился 3 сентября 1965 года в городе Ленинграде.
В 1989 году окончил ЛГИТМиК (курс А. И. Кацмана).
С 1989 по 1990 год работал в Санкт-Петербургском театре «Народный дом». В 1990—1991 — Театр Сатиры на Васильевском. С 1991 по 1995 гг. — актёр Санкт-Петербургского ТЮЗ имени А. А. Брянцева. С 1995 года в труппе Санкт-Петербургского Молодёжного театра.
C 2008 года — заведующий кафедрой театрального мастерства в Балтийском институте экологии, политики и права.

## Оценки творчества
В 2008 году литературный и театральный критик Наталья Старосельская в журнале «Страстной бульвар, 10», рассматривая творчество Александра Строева, отметила, что артист от роли к роли становится всё более и более «интересным и значительным».

## Фильмография

### Актёр
- 1989 — Кома — студент на вечеринке
- 1995 — Прибытие поезда (новелла «Трофимъ») — парень с тележкой с рыбой
- 1998 — Тело будет предано земле, а старший мичман будет петь — приятель Игоря
- 1998 — 1999 — Улицы разбитых фонарей 2 — Паша
- 1998 — Городок (№55 «Такие дела») — камео
- 1999 — Городок (№61 «Алё, Городок») — камео
- 2000 — Вовочка — налоговый инспектор
- 2000 — Империя под ударом — Крафт
- 2000 — Тайны следствия — Вадим Вадимович Иванов
- 2001 — Первое мая — Виктор
- 2001 — Крот — Важа Маргеладзе
- 2002 — Крот 2 — Важа Маргеладзе
- 2002 — Госпожа Победа — Сергей
- 2002 — Женская логика 2 — портье
- 2002 — Агентство «Золотая пуля» — Владимир Соболин, начальник репортёрского отдела
- 2002 — Подружка Осень — Андрей
- 2002 — Недлинные истории — иностранец
- 2003 — Любимые не умирают —
- 2004 — Агентство НЛС 2 — Георгий
- 2004 — Новые приключения Ниро Вульфа и Арчи Гудвина — Перрен Джебер, жених Елены
- 2004 — Против мафии — камео
- 2004 — Потерявшие солнце — Сергей Полянский
- 2005 — Убойная сила 6 — Александр Абрамов, хоккейный агент
- 2006 — Столыпин… Невыученные уроки — Азеф
- 2006 — Кошачий вальс — Веня-бугай
- 2007 — Пером и шпагой — Орлов
- 2008 — Боец. Рождение легенды — Темнов
- 2008 — Каменская 5 — Николай Харитонов, оператор
- 2008 — Литейный (2 сезон) — Александр Михайлович Торопов, полковник
- 2009 — Брачный контракт — Макс
- 2009 — Версия — Козлов, капитан, старший уполномоченный
- 2009 — И один в поле воин — Максим Березин
- 2010 — Морские дьяволы 4 — Шальной
- 2010 — Морские дьяволы. Судьбы — Максим Шальной
- 2011 — Приставы — Клочков
- 2011 — Странствия Синдбада — Жерар
- 2012 — В зоне риска — Андрей Валентинович Северянин ("Доктор"), маньяк
- 2012 — Дирижёр — пассажир бизнес-класса
- 2012 — Крутой — Шаранский, начальник службы безопасности Волковой
- 2012 — Исключение из правил — Березняк
- 2012 — Литейный (7 сезон) — Терек
- 2012 — Наружное наблюдение — Лев Борисович Штрипкин, акционер
- 2013 — Берега моей мечты — капитан первого ранга Виктор Михайлович Туполев
- 2013 — Морские дьяволы. Смерч 2 — Максим Шальной
- 2014 — Тест на беременность — Семён Семёнович, муж Дины, подполковник МЧС
- 2014 — Фронт — Возняк
- 2015 — Белая стрела. Возмездие — Сизый
- 2015 — Город особого назначения — Анатолий Полещиков
- 2015 — Молодая гвардия — Михаил Липкин
- 2015 — Охотник за головами — тренер
- 2016 — Шаман. Новая угроза — Борис Воронцов
- 2017 — Жизнь, по слухам одна — Александр Петрович Ястребов, губернатор Светлогорска
- 2017 — Крылья империи — Берзиньш
- 2017 — Морские дьяволы. Северные рубежи — Максим Шальной, контр-адмирал
- 2017 — Шеф. Игра на повышение — Петраков, директор коллекторского агентства
- 2017 — Жизнь, по слухам, одна — Ястребов, губернатор Светлоярска
- 2017 — Где-то на краю света — Багратионов
- 2017 — Канцелярская крыса — Глеб Борисов, кум Никитина
- 2018 — Морские дьяволы. Рубежи родины — Максим Шальной, контр-адмирал
- 2018 — Невский. Чужой среди своих — Толян Мохнатов, бандит
- 2018 — Реализация — Сергей Кузьмич Ремезов, начальник оперчасти колонии
- 2018 — Кастинг — Дмитрий Анатольевич Стольник, полицейский
- 2019 — Канцелярская крыса. Большой передел — Глеб Борисов, партнёр и крестный Юрия
- 2019 — Тест на беременность 2 — Семён Семёнович, муж Дины, бывший сотрудник МЧС
- 2019 — Союз спасения — генерал-адъютант, барон, действительный тайный советник Пётр Фредерикс
- 2019 — Подкидыш — Гаврила Потапов, пивовар
- 2020 — Осколки (2 сезон) — режиссер
- 2020 — Сто лет пути — полковник Кучеренко
- 2021 — Практикант 2 — Кузнецов
- 2022 — Варяг —
- 2022 — Союз спасения. Время гнева — Пётр Андреевич Фредерикс

### Режиссёр
- 2002 — Госпожа Победа
- 2004 — Богатыри Online
- 2006 — Игра on-line
- 2010 — Демон и Ада
- 2015 — Чужое гнездо
- 2015 — Полёт белой стрелы

### Сценарист
- 2002 — Госпожа Победа
- 2006 — Игра on-line
- 2010 — Демон и Ада

### Озвучивание
- 1997 — Брат — Круглый (Сергей Мурзин)
- 2002 — Спецназ — подполковник Озорных (Владимир Турчинский)
- 2014 — Григорий Р. — Пётр Бадмаев (Рустам Сагдуллаев)

## Театр

### Актёр
Санкт-Петербургский Молодёжный театр на Фонтанке
- 2006 — Клавдий — «Король и принц, или Правда о Гамлете» Александр Радовский, реж.-постановщик А. М. Строев
- 2005 — Тузенбах — «Три сестры» Антон Чехов, реж. С. Я. Спивак
- 2000 — Лариосик — «Дни Турбиных» Михаил Булгаков, реж. С. Я. Спивак
- 1999 — Илья Ильич Быков — «Касатка» Алексей Толстой, реж. С. Я. Спивак
- 1997 — Кот Васька — «Улица. Двор. Васька» В. Зверовщиков, реж.-постановщик И. Лелюх
- 1996 — Тони Лумкинс — «Ночь ошибок» О. Голдсмит, реж.-постановщик М. Черняк

Русская антреприза им. Андрея Миронова
- 2001 — Амальрик — «Запретный плод» по пьесе П. Клоделя «Полуденный раздел» — реж.-постановщик И. Долинина

Театр «Фарсы»
- 1998 — Лаэрт — «Гамлет» У. Шекспир — реж. В. Крамер

Санкт-Петербургский Государственный ТЮЗ имени А. А. Брянцева
- 2000 — Фёдор Иванович — «Леший» А. П. Чехов, реж. И. Латышев , Г. Козлов
- 1995 — Скалозуб — «Горе от ума» А. С. Грибоедов — реж. А. Андреев
- 1994 — Разумихин — «Преступление и наказание», инсц. романа Ф. М. Достоевского, реж. Г. Козлов
- 1992 — Ломов — «Предложение» А. П. Чехов — реж. А. Максимов
- 1991 — Деловой человек — «Маленький принц» А. де Сент-Экзюпери, реж. А. Андреев
- 1991 — Тигр — «Кошка, которая гуляла сама по себе» Р. Киплинг, реж. З. Корогодский
- 1991 — Гаврила — «Конёк-Горбунок» П. П. Ершов — реж. А. Брянцев

Театр «Народный дом»
- 1990 — Фисель — «Генералы в юбках» Ж. Ануй — реж. Л. Рахлин

### Режиссёр
- «Король и принц, или Правда о Гамлете» Александр Радовский
- «Глазами клоуна», спектакль студентов театрального факультета БИЭПП
- «"Оскверненные кровью людской" », спектакль студентов театрального факультета БИЭПП
- «Сказка о царе Салтане», спектакль студентов театрального факультета БИЭПП
- «Васса Железнова», спектакль студентов театрального факультета БИЭПП
- «Эхо», спектакль студентов театрального факультета БИЭПП
- «Медея», Еврипид, спектакль студентов театрального факультета БИЭПП
- «Антигона», Софокл, спектакль студентов театрального факультета БИЭПП
- «Три сестры», А. П. Чехов, спектакль студентов театрального факультета БИЭПП
- «Орфей спускается в ад», Т. Уильямс, спектакль студентов театрального факультета БИЭПП
- «Салют, Пат!», по мотивам произведений Э. М. Ремарка, спектакль студентов театрального факультета БИЭПП
- «Яма», А. И. Куприн, спектакль студентов театрального факультета БИЭПП

## Работа на телевидении и радио
Вёл ТВ-программы «Навигатор» (1996–2002), «Мир компьютера» (2002–2005), «Против мафии», «Любовь слепа», «Женский вечер на Пятом».
В течение многих лет сотрудничает с «Радио России — Санкт-Петербург» (программа «Литературные чтения на „Радио России“»). В середине-конце 1990-х принимал участие в передаче «Городок» в рубрике «Приколы нашего городка» (скрытая камера).